# Ilva Mare
Ilva Mare (en hongrois : Nagyilva) est une commune du județ de Bistrița-Năsăud en Transylvanie (Roumanie).